# Friedhof Aumund

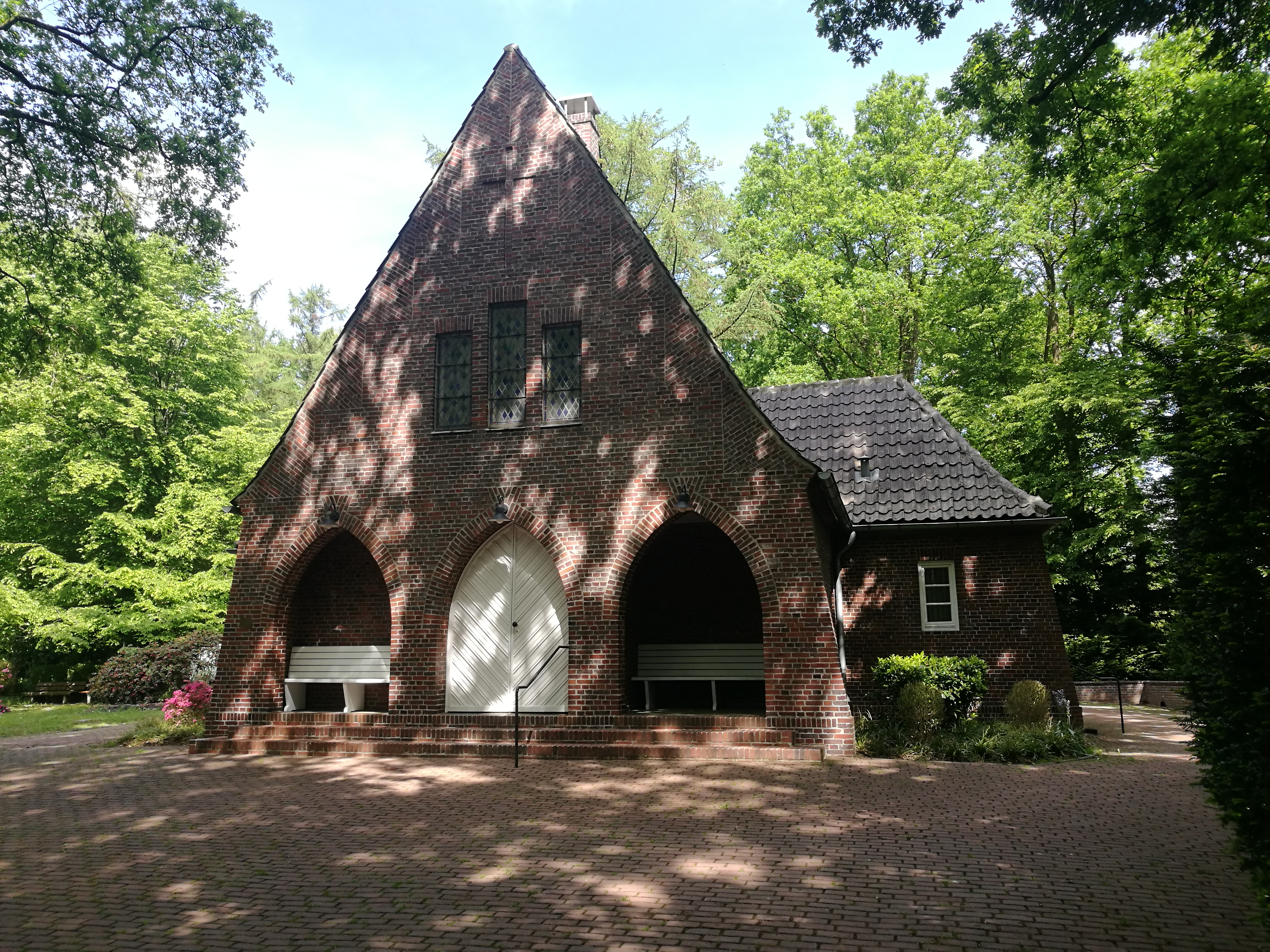
Kapelle

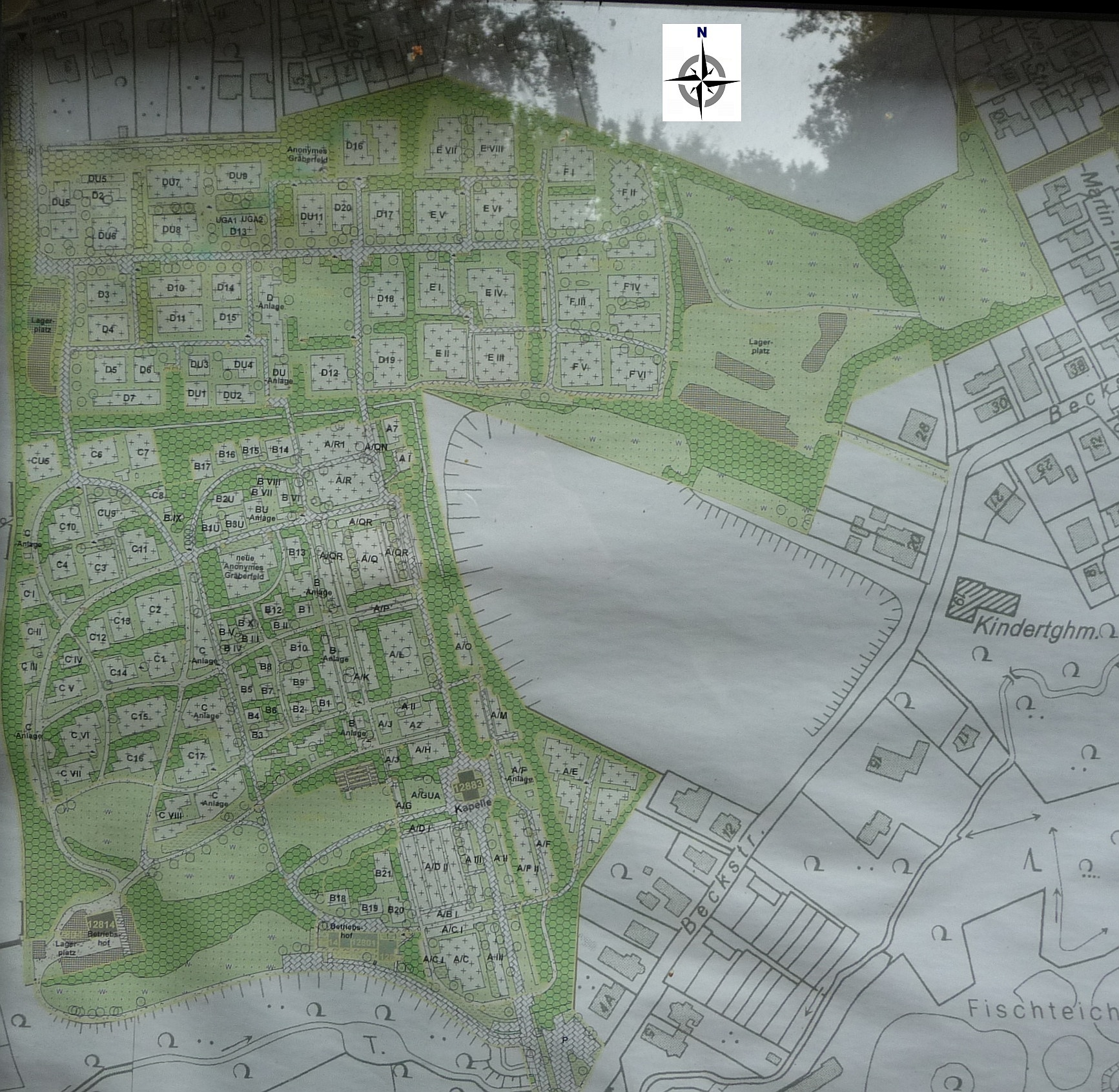
Friedhofsplan

Der Friedhof Aumund (auch Friedhof Neu-Aumund) in Bremen-Vegesack, Ortsteil Aumund-Hammersbeck, zwischen Beckstraße 4 und Wiesenstraße sowie der Beeke, ist städtisch und stammt von 1928.

## Geschichte
Friedhöfe in Bremen gehörten früher zumeist den Kirchen, so auch in Aumund, wo es den Friedhof Alt-Aumund der evangelischen Gemeinde in zentraler Lage am Johann-Fromm-Weg in der Nähe zur Alt-Aumunder Kirche von 1877 gibt.
Der 13,8 ha große neue Friedhof entstand dezentral als Ergänzung zum kirchlichen Friedhof nach Plänen des Gartenarchitekten Christian Heinrich Roselius. Er wurde später mehrfach (u. a. 1971 um rund 5 ha) erweitert. Hauptwege und Friedhofsmauer bestehen aus Klinkersteinen. Der Umweltbetrieb Bremen befand: „Durch unterschiedlich dichte Bepflanzung ergeben sich in den einzelnen Grabfeldern verschiedene Stimmungsbilder. Die Gräber sind würdig in großzügige Rasenflächen eingebettet.“
Die verklinkerte neogotische Kapelle von 1928 nach Plänen von Otto Blendermann, anfänglich im Mittelpunkt, steht nun nach den Erweiterungen im Eingangsbereich. Die eindrucksvolle Ehrenanlage für die Opfer aus dem Zweiten Weltkrieg ist in der Nähe der Kapelle.
Mit den Buslinien 90 und 95 oder ab Bahnhof Aumund mit der Regio-S-Bahn-Linie ist der Friedhof erreichbar. Eingänge sind an der Beckstraße 4 sowie an der Aumunder Weidestraße.